# Angela Wamai
 (septembre 2024).
Angela Wamai, de son nom de naissance Angela Wanjiku Wamai,  est une cinéaste, monteuse, scénariste et réalisatrice kényane.

## Biographie
Née et ayant grandi à Nairobi, Angela a étudié à l'université Daystar de 2002 à 2006 puis à l'École Internationale de Cinéma et Télévision de La Havane de 2010 à 2013 avant de participer aux Talents Durban, un programme de développement conjoint avec la Berlinale,,.
Elle acquiert une expérience de monteuse pendant une décennie, notamment de documentaires, avec des long-métrages comme New Moon (réalisé par Philippa Ndisi-Herrmann) et No Simple Way Home de Akuol De Mabior.
Son premier long-métrage, Shimoni, a été diffusé pendant le Festival International de Cinéma de Toronto (TIFF) et a reçu de bonnes critiques dans d'autres festivals internationaux. Il a aussi été sélectionné pour l'édition de 2023 Ellas son cine organisée par la Fondation Femmes par l'Afrique.

### Shimoni (2022)
Shimoni, son premier long-métrage, pose le thème de l'abus sexuel dont a été victime le protagoniste. L'écriture du film a été commencée à la fin de 2017. Les rôles principaux ont été interprétés par Justin Mirichii, Muthoni Gathecha, Sam Psenjen, Vivian Wambui et Gitura Kamau.
Son premier long-métrage comme réalisatrice, Shimoni, a reçu le prix de l'Étalon de Yennenga du FESPACO 2023 au Burkina Faso, le Golden Film Award au Louxor African film festival et le Sotigui Award du Meilleur acteur d’Afrique de l’Est 2023.

## Filmographie
- 2013: Hommage
- 2019: I Had to Bury Cucu[10]
- 2020: Papa, ça va ?[11]
- 2022: No Simple Way Home
- 2022: Shimoni

## Prix et reconnaissances
- 2023: Étalon de bronze au FESPACO pour Shimoni
- 2023: Golden Film Award au Louxor African film festival pour Shimoni
- 2023: Sotigui Award du Meilleur acteur d’Afrique de l’Est